# Березнівський район
Березні́вський райо́н — колишній район Рівненської області України, районний центр — місто Березне.

## Географія
Район розташований в північно-східній частині Рівненщини на площі 1,7 тис. км². Він межує з Гощанським, Корецьким, Костопільським, Сарненським, Рокитнівським районами Рівненщини та Житомирською областю.
Район має 62 тис. га сільгоспугідь, в тому числі 33,7 тис. га ріллі. Близько 90 тис. га зайнято лісами.
Березнівщина має значний природно-ресурсний потенціал, представлений багатими лісами, що займають більше половини його території, покладами гранітів, габро, крейди, глини, торфу тощо.

### Заповідний фонд
- Надслучанський регіональний ландшафтний парк
  - ландшафтний заказник місцевого значення «Соколині гори»;
- Березнівський державний дендрологічний парк;
- «Більчаківські джерела»;
- «Марининсько-Устенські граніти»;
- загальнодержавний зоологічний заказник «Урочище Брище».

## Історія
Історія поселень людей на території, котру охоплює сучасний район, сягає своїм корінням в епоху бронзи, до древніх слов'янських племен дулібів і волинян.
Указом Президії Верховної Ради УРСР від 17 січня 1940 р. замість повітів та волостей було створено 30 районів, Березнівський – з містечка Березне і Березнівської волості Костопільського повіту.
Згідно з указом Президії Верховної Ради Української РСР від 30 грудня 1962 року «Про укрупнення сільських районів Української РСР» до складу Березнівського району увійшов сусідній Соснівський район.

## Населення
На території району в 55 населених пунктах проживає 65,4 тис. чоловік, дві третини з яких — сільське населення.
Районний центр — м. Березне налічує 15 тисяч жителів, розташований за 66 км від Рівного.

### Національність
Національний склад населення за даними перепису 2001 року:
| Національність | Кількість осіб | Відсоток |
| -------------- | -------------- | -------- |
| українці       | 63558          | 99,33 %  |
| росіяни        | 291            | 0,45 %   |
| білоруси       | 50             | 0,08 %   |
| поляки         | 19             | 0,03 %   |
| молдовани      | 10             | 0,02 %   |
| інші           | 59             | 0,09 %   |

### Мова
Мовний склад населення за даними перепису 2001 року:
| Мова       | Кількість осіб | Відсоток |
| ---------- | -------------- | -------- |
| українська | 63652          | 99,48 %  |
| російська  | 275            | 0,43 %   |
| білоруська | 27             | 0,04 %   |
| інші       | 33             | 0,05 %   |

### Вікова і статева структура
Розподіл населення за віком та статтю (2001):
| Стать | Всього | До 15 років | 15-24 | 25-44 | 45-64 | 65-85 | Понад 85 |
| --- | ------ | ----------- | ----- | ----- | ----- | ----- | -------- |
| Чоловіки | 31 013 | 7968        | 5446  | 9275  | 5526  | 2678  | 120      |
| Жінки | 32 968 | 7783        | 5137  | 8469  | 6335  | 4945  | 299      |
| \| Статево-вікова піраміда \| Статево-вікова піраміда \| Статево-вікова піраміда \| \| ----------------------- \| ----------------------- \| ----------------------- \| \| Чоловіки \| Вік \| Жінки \| \| 120 \| 85 + \| 299 \| \| 177 \| 80-84 \| 497 \| \| 408 \| 75-79 \| 996 \| \| 815 \| 70-74 \| 1595 \| \| 1278 \| 65-69 \| 1857 \| \| 1283 \| 60-64 \| 1863 \| \| 999 \| 55-59 \| 1190 \| \| 1546 \| 50-54 \| 1621 \| \| 1698 \| 45-49 \| 1661 \| \| 2220 \| 40-44 \| 2154 \| \| 2124 \| 35-39 \| 1971 \| \| 2297 \| 30-34 \| 2010 \| \| 2634 \| 25-29 \| 2334 \| \| 2608 \| 20-24 \| 2423 \| \| 2838 \| 15-20 \| 2714 \| \| 2678 \| 10-14 \| 2612 \| \| 2738 \| 5-9 \| 2662 \| \| 2552 \| 0-4 \| 2509 \| |        |             |       |       |       |       |          |
| Статево-вікова піраміда |        |             |       |       |       |       |          |
| Чоловіки | Вік    | Жінки       |       |       |       |       |          |
| 120 | 85 +   | 299         |       |       |       |       |          |
| 177 | 80-84  | 497         |       |       |       |       |          |
| 408 | 75-79  | 996         |       |       |       |       |          |
| 815 | 70-74  | 1595        |       |       |       |       |          |
| 1278 | 65-69  | 1857        |       |       |       |       |          |
| 1283 | 60-64  | 1863        |       |       |       |       |          |
| 999 | 55-59  | 1190        |       |       |       |       |          |
| 1546 | 50-54  | 1621        |       |       |       |       |          |
| 1698 | 45-49  | 1661        |       |       |       |       |          |
| 2220 | 40-44  | 2154        |       |       |       |       |          |
| 2124 | 35-39  | 1971        |       |       |       |       |          |
| 2297 | 30-34  | 2010        |       |       |       |       |          |
| 2634 | 25-29  | 2334        |       |       |       |       |          |
| 2608 | 20-24  | 2423        |       |       |       |       |          |
| 2838 | 15-20  | 2714        |       |       |       |       |          |
| 2678 | 10-14  | 2612        |       |       |       |       |          |
| 2738 | 5-9    | 2662        |       |       |       |       |          |
| 2552 | 0-4    | 2509        |       |       |       |       |          |

## Адміністративний устрій
Березнівський район за адміністративно-територіальним устроєм поділений на одну міську, одну селищну та 23 сільські ради.

## Економіка
Одна з особливостей району багатогалузеве промислове виробництво, що базується в основному на місцевій сировині. Тут працюють три лісогосподарських підприємства із сучасною безвідходною технологією обробки деревини, спиртозавод, порцеляновий завод, паперова, швейна фабрики. В районному центрі розміщена перша і єдина в Україні сірникова фабрика, яка виробляє продукцію на сучасному обладнанні шведської фірми «Шведіш Матч Аренко».
Земля, природо-кліматичні умови району дають хороші можливості для розвитку м'ясного та молочного тваринництва, вирощування картоплі, льону, інших культур.

## Транспорт
На території району залізнична станція Малинськ.

## Релігія
У місті функціонує чотири православні церкви: Свято-Покровський храм та Різдво-Богородичний храм Православної Церкви України, а також Свято-Миколаївський храм та Свято-Троїцький храм Російської Православної Церкви в Україні. Храму який побудований в честь Св. Миколая Чудотворця вже понад 160 років.
У районі існує 4 зібрання християн-Дослідників Біблії: у місті Березне, у селах Орлівка, Тишиця, Вітковичі.
Село Орлівка відоме як місце найбільшого в Україні зібрання християн-дослідників Біблії. Щорічно в селі Орлівка проводяться міжнародні конвенції Дослідників Біблії, на які приїздять гості з різних куточків України, з Росії, Молдови, Польщі та інших країн світу. У 2010 році конвенція пройшла 25-27 червня.

## Політика
25 травня 2014 року відбулися Президентські вибори України. У межах Березнівського району було створено 48 виборчих дільниць. Явка на виборах складала — 65,41 % (проголосували 30 353 із 46 404 виборців). Найбільшу кількість голосів отримав Петро Порошенко — 59,82 % (18 156 виборців); Юлія Тимошенко — 14,83 % (4 500 виборців), Олег Ляшко — 13,59 % (4 126 виборців), Анатолій Гриценко — 2,94 % (891 виборців). Решта кандидатів набрали меншу кількість голосів. Кількість недійсних або зіпсованих бюлетенів — 1,38 %.

## Пам'ятки
У Березнівському районі Рівненської області нараховується 41 пам'ятка історії.

## Відомі уродженці
- Тарас Бульба-Боровець (1908—1981) — діяч українського повстанського руху часів Другої світової війни, засновник УПА «Поліська Січ».
- Мирослав Гермашевський (1941—2022) — перший польський космонавт.
- Червоній Василь Михайлович (1958—2009) — український політик, народний депутат перших чотирьох скликань, голова Рівненської ОДА (2005—2006).
- Пашинський Сергій Володимирович (1966) — український політик, народний депутат України чотирьох скликань.
- Омельчук Олег Петрович (1983) — український стрілець, майстер спорту України міжнародного класу з кульової стрільби.
- Тибель Василь Васильович (1960) — український письменник, публіцист, лавреат Міжнародного літературного конкурсу «Коронація слова».